# Stuart Thomas Butler
Stuart Thomas Butler (Naracoorte, Austrália, 4 de julho de 1926 – 15 de maio de 1982) foi um físico nuclear teórico australiano.
Filho de um professor ginasial natural do País de Gales. Estudou matemática e física na Universidade de Adelaide (bacharelado 1945, mestrado 1947), com um doutorado em 1951 na Universidade de Birmingham, orientado por Rudolf Peierls. Esteve depois na Universidade Cornell, onde trabalhou com Hans Bethe e Edwin Ernest Salpeter, retornando para a Austrália em 1953. Em 1954 foi reader na Universidade de Sydney, trabalhndo com Harry Messel. Nesta época trabalhou dentre outros com John Blatt e M. R. Schafroth. Em 1959 tornou-se professor de física teórica e física do plasma. De 1970 a 1973 foi decano da faculdade. Tornou-se em 1978 professor emérito.
Stuart Thomas Butler também trabalhou com perdas de energia em plasmas, criogenia e absorção de energia solar na camada de ozônio.
Recebeu o Prêmio Tom W. Bonner de Física Nuclear de 1977.

## Obras
- On angular distribution of (d,p) and (d,n) nuclear reactions. In: Physical Review. Band 80, 1950, p. 1095.
- Direct nuclear reactions. In: Physical Review. Band 106, 1957, p. 272.
- com anderen: A modern introduction to physics, Sydney, Horwitz-Grahame 1960, 1965 
  - Volume 1 com John M. Blatt, Mechanics of particles,
  - Volume 2 com Blatt, Kinetic theory of matter and mechanics of solids
  - Volume 3 Sound and Wave motion
  - Volume 5 com Harry Messel, Atomic Physics
  - Volume 6 com Harry Messel, Light and Optics[2]
- com Harry Messel (Editor), Focus on the Stars (International Science School for High School Students), Sydney, Shakespeare Head Press 1973
- com Harry Messel (Editor), Man in inner and outer space (International Science School for High School Students), Sydney, Shakespeare Head Press 1968